# Concierto para piano n.º 0 (Beethoven)

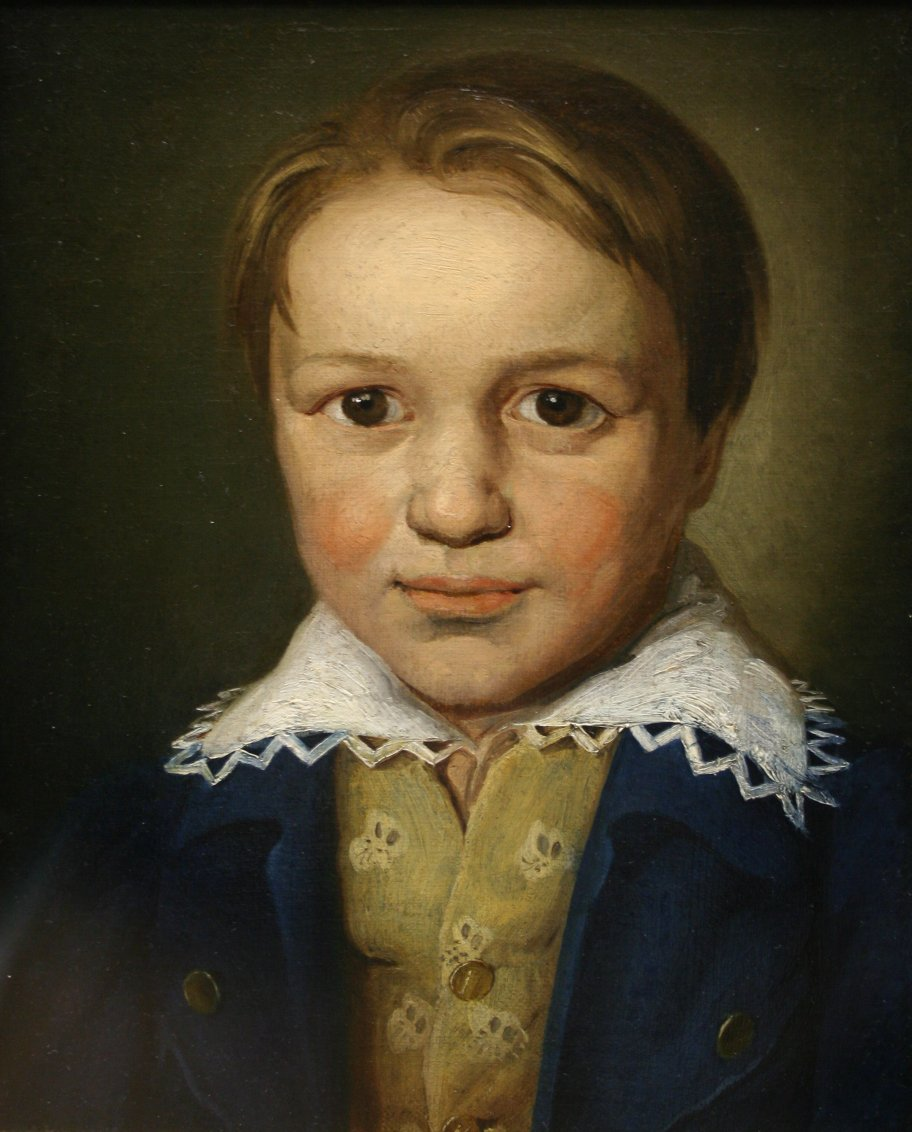
Beethoven a los 13 años hacia 1783.

El concierto para piano en mi bemol mayor, WoO 4 fue compuesto por Ludwig van Beethoven en 1784, cuando tenía 14 años. Solo se conserva la parte para el solista de piano.

## Historia
La composición de este concierto "perdido" tuvo lugar cuando el compositor tenía sólo catorce años y todavía estaba en Bonn. Se trata de una de sus primeras composiciones. En aquel momento Wolfgang Amadeus Mozart aún no había compuesto sus Sinfonías n.º 39, n.º 40 y n.º 41. Para aumentar la reputación de prodigio de su hijo, el padre de Beethoven había afirmado entonces que la obra había sido escrita cuando el niño tenía doce años. El compositor no fue consciente de esta falsa afirmación hasta que tuvo cuarenta años, momento en el que ya hacía tiempo que había renegado de la pieza. Las partes orquestales originales se perdieron con el tiempo, y cuando se redescubrió la obra, hacia 1890, sólo se conservaba la parte para el piano solista que es la que ha sobrevivido hasta la actualidad. En la parte conservada hay algunas indicaciones en el manuscrito de pistas orquestales. El concierto a veces se conoce como Concierto para piano n.º 0, ya que fue anterior a todos los demás conciertos para piano de Beethoven. 
Rara vez se interpreta y en las ocasiones en que se ha interpretado, la parte orquestal ha tenido que ser arreglada de antemano. Algunos pianistas como Howard Shelley, Ronald Brautigam, Philippos Tsalachouris y Lydia Grichtol han realizado sus propias reconstrucciones del concierto. 

### Reconstrucción de Willy Hess
El musicólogo Willy Hess llevó a cabo una reconstrucción de la pieza, que se basó en las indicaciones de la parte de piano existente para dar forma a la orquestación. El Rondo final, una pieza atractiva aunque ingenua, fue terminado en 1934. En los nueve años siguientes, se restauraron los dos primeros movimientos y la obra se publicó en 1943. Es imposible saber hasta qué punto este Concierto en mi bemol mayor es comparable al original, pero sólo se puede conjeturar que, aunque esta versión ofrece un encantador concierto juvenil de mérito limitado, probablemente no puede presumir con razón de replicar la partitura de 1784, que en sí misma, si podemos aceptar el juicio del compositor, no estaba entre sus mejores obras tempranas. Hay que admitir que Hess utilizó una partitura orquestal que Beethoven seguramente no habría sido capaz de crear a su tierna edad. Hay que recordar que, aunque Beethoven demostró un gran talento en su adolescencia, no fue el prodigio que fue Mozart, y no produjo una verdadera obra maestra hasta su edad adulta. El primer movimiento de este concierto fue estrenado en 1934 por el pianista Walter Frey. Pocos pianistas se han interesado por esta obra. Aunque es difícil considerar este concierto en su arreglo estándar como un auténtico concierto para piano de Beethoven, el parentesco del manuscrito para piano solista con su autor es indiscutible.

## Estructura y análisis
El concierto consta de tres movimientos:
- I. Allegro moderato, en mi bemol mayor
- II. Larghetto
- III. Rondo. Allegretto, en mi bemol mayor

La interpretación de esta obra dura aproximadamente 33 minutos. El hecho de que cada interpretación tenga una orquestación diferente dificulta describir la obra con precisión, pero en general el concierto tiene el estilo de compositores clásicos de finales del siglo XVIII como Joseph Haydn, que más tarde vendría a ser profesor de Beethoven. 
El primer movimiento tiene una parte de piano que utiliza principalmente ideas basadas en escalas. 
El segundo movimiento lento es similar en forma, con arpegios y ornamentos comunes. 
El último movimiento tiene una melodía alegre para el tema principal, nuevamente basada en escalas.

## Discografía selecta

### Reconstrucción de Willy Hess
- 1967 – Lidia Grychtolowna, piano; Folkwang Kammerorchester Essen, Heinz Dressel (Philips 442 580)
- 1970 – Felicja Blumental, piano; Orquesta Sinfónica de Viena, Robert Wagner (Orion ORS 7016, Brana Records; Bescol)
- 1970 – Martin Galling, piano; Berliner Symphoniker, Carl-August Bünte (Turnabout TV-S 34367, SPJ Music USA; Brilliant Classics)
- 1997 – Eva Ander, piano; Kammerorchester Berlin, Peter Gülke (DG 453 707; Cascade, licencia Edel)
- 1998 – Camelia Sima, piano; Orquesta Filarmónica de Jena, David L. Montgomery (Arte Nova)
- 2006 – Joshua Pierce, piano; Orquesta Filarmónica Eslovaca de Kosice, Bystrik Rezucha (MSR MS1200)
- 2008 – Annette Töpel, piano; Orquesta de Cámara Harleshauser, Matthias Enkemeier (Musicaphon)

### Reconstrucción de Roberto Diem Tigani
Versión de Hess "mejorada" con oboe pero sólo una flauta.
- 2002 – Maurizio Paciariello, piano; Orquesta Sinfónica de Sassari, Roberto Diem Tigani (Inedita PI 2326)

### Reconstrucción de Jon Ceander Mitchell
- 2004 – Grigorios Zamparas, piano; Orquesta Filarmónica Bohuslav Martinu, Jon Ceander Mitchell (Centaur CRC 2725)

### Reconstrucción de Ronald Brautigam
- 2008 – Ronald Brautigam, piano; Orquesta Sinfónica de Norrköping, Andrew Parrott (BIS; Alba Music Press)